# دون تالبوت
دون تالبوت (بالإنجليزية: Donald Malcolm Talbot)‏ هو سباح أسترالي، ولد في 23 أغسطس 1933.